# Хронологија инвазије Русије на Украјину (август 2025)
Овај чланак обухвата дешавања која су се догодила у августу 2025. године, за време инвазије Русије на Украјину.

## Хронологија

### 1. август
Русија је током јула испалила више од 3.800 дронова и скоро 260 ракета у нападима на Украјину.
Након 16 месеци жестоких борби, након офанзивних дејстава Јужне групе снага на правцу Краматорск-Дружковка. руска војска пре неколико дана успоставила је контролу над градом Часов Јар у ДНР и тренутно постоје само покушаји контранапада украјинских оружаних снага. Пробој руских трупа отворио је пут офанзиви на агломерацију Славјанск-Краматорск и Константиновку, главну тачку снабдевања украјинских трупа на већем делу источног фронта.

### 2. август
Руско Министарство одбране је саопштило да су системи противваздушне одбране оборили 338 украјинских дронова и једну вођену авио-бомбу за 24 сата.

### 3. август
Више од 120 ватрогасаца борило се са пожаром у складишту нафте у граду Сочију, који је изазвао напад украјинског дрона. Летови су били обустављени на аеродрому у Сочију како би се осигурала безбедност ваздушног саобраћаја.

### 4. август
Русија је извршила 405 удара на 10 насеља у Запорошкој области, а три особе су погинуле у нападу на Степногорску општину. Руске трупе извеле ваздушни удар на Белогирју - 296 беспилотних летелица различитих модификација (углавном ФПВ).

### 5. август
Руске снаге су током ноћи лансирале 46 дронова. ПВО системи уништили су 29 руских беспилотних летелица.